# Perlis
Pour les articles homonymes, voir Perlis (homonymie).
Perlis (Jawi : ڨرليس), (Perlis Indera Kayangan) est un État de Malaisie. 

## Géographie
Perlis est situé à l'extrémité nord-ouest du pays et est bordé au nord par les provinces de Satun et Songkhla dans le sud de la Thaïlande. Avec 810 km2, il est le moins vaste des États de la fédération de Malaisie.
La capitale est la ville de Kangar, tandis qu'Arau est la ville royale. Padang Besar est la principale ville frontalière.

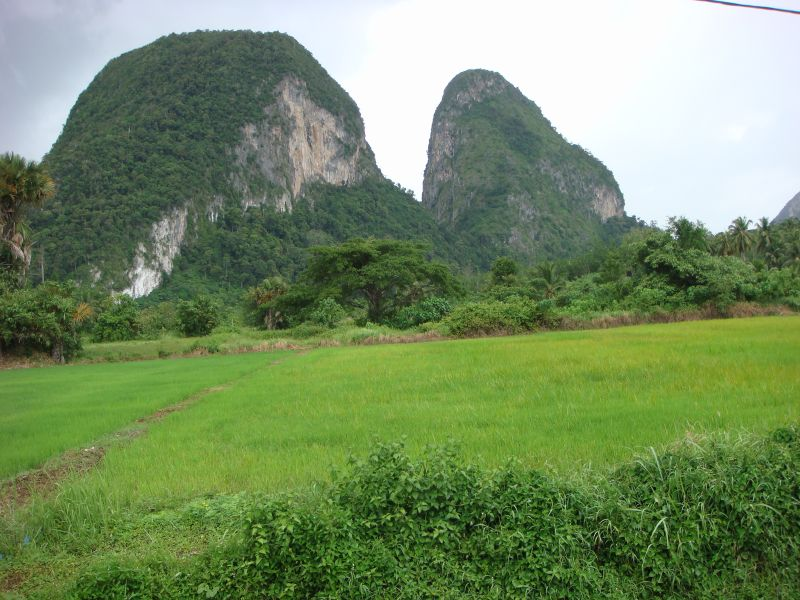
Bukit Chabang, un mogote à deux sommets emblématique dominant les rizières

## Histoire
Perlis faisait partie de l'État de Kedah, soumis à la suzeraineté du Siam et du sultanat d'Aceh. La conquête de Kedah par les Thaïs en 1821 inquiéta le colonisateur britannique installé dans l'État voisin de Perak. Aussi, en 1826, un traité entre les deux puissances finalisa la reconnaissance de la souveraineté siamoise sur ces États malais.
Il fallut attendre 1842 pour que le sultan vassal accepte cette domination. Les Siamois séparèrent Perlis de Kedah, en y installant un roi (raja) de la famille du sultan du Kedah.
Le traité anglo-siamois de 1909 força la cession par le Siam de ses deux États malais à la Grande-Bretagne.

## Démographie
En 2019, la population s'élevait à 254 400 habitants.

## Économie
L'agriculture domine avec la riziculture, l'exploitation sucrière et les vergers. La pêche est une ressource traditionnelle.